# 브루탈리스트
《브루탈리스트》(영어: The Brutalist)는 브레이디 코베이가 감독과 모나 파스트볼과 공동 각본을 맡은 시대극 영화이다. 에이드리언 브로디가 미국으로 이주해 부유한 후원자가 자신의 삶을 바꾸기 전까지 아메리칸 드림을 이루기 위해 노력하는 헝가리계 유대인 홀로코스트 생존자를 연기하며, 펄리시티 존스, 가이 피어스, 조 앨윈, 래피 카시디, 스테이시 마르탱, 에마 레어드, 이자크 드 방콜레, 알레산드로 니볼라가 출연한다.
미국, 영국, 헝가리에서 공동 제작되었으며 2024년 9월 1일 제81회 베니스 국제 영화제에서 최초 공개되어 코베이 감독이 은사자상을 수상했다. 미국에서는 2024년 12월 20일 A24, 헝가리에서는 2025년 1월 23일 유나이티드 인터내셔널 픽처스, 영국에서는 포커스 피처스를 통해 2025년 1월 24일 개봉했다.
감독, 각본, 공연, 촬영 및 음악에 대해 평단의 호평을 받았다. 여러 비평가들은 인터미션과 1960년대에 주로 사용되었던 기술인 비스타비전를 되살렸다고 평했다. 제97회 아카데미 시상식 10개 부문의 후보에 올랐으며 (작품상, 감독상, 남우주연상, 남우조연상, 여우주연상) 제82회 골든 글로브 시상식에서는 드라마 부문 작품상 등 3개의 상을 수상했다. 미국 영화연구소는 2024년 10대 영화 중 하나로 선정했다. 960만 달러의 예산에 비해 2600만 달러의 수익을 올렸다.

## 줄거리

### 서곡
헝가리계 유대인 홀로코스트 생존자인 라즐로 토스 (László Tóth)는 부헨발트 강제 수용소에 보내진 후 아내와 고아가 된 조카와 강제로 분리되어 미국으로의 이민을 간다. 배가 뉴욕항에 들어오며 자유의 여신상을 뒤집힌 시점으로 본다. 바우하우스에서 훈련 받은 건축가인 라즐로는 버스로 필라델피아로 이동해 일자리를 찾고 있는 동안 먼저 미국에 간 사촌 아틸라와 아틸라의 가톨릭교도 아내 오드리와 함께 머물게 된다. 아틸라는 라즐로에게 아내 에르제벳과 조카인 조피아가 여전히 살아 있지만 에르제벳의 건강 악화로 인해 유럽에 갇혀 있다는 것을 알려주며 안심시켜준다.

### 1부: 도착의 수수께끼
1947년 아틸라는 라즐로에게 자신의 가구점에서 근무할 것을 제안한다. 하지만 그는 쇼룸의 저장장치의 임시 침실로 강제되어 건물 뒤쪽에 있는 서비스 욕실을 사용한다. 유대인 출신인 아틸라가 미국 문화에 흡수되어 가톨릭 신자인 오드리와 결혼했다는 사실을 알게 된다. 그들은 곧 부유한 기업가인 해리슨 리 벤 뷰런의 벅스군에 위치한 저택의 서재를 리모델링하는 일을 맡게된다. 아버지가 떠나고 있는 동안 그의 아들 해리의 명령에 따라. 술에 취한 밤의 즐거움을 마치고 오드리는 라즐로에게 대한 경멸을 표현하고 그가 다른 곳에 살고 있다고 제안한다. 일찍 저택에 돌아온 해리슨이 깜짝 리모델링에 분노해 라즐로와 아틸라를 내쫓은 뒤 해리는 건축비를 지불하지 않는다. 아티야는 프로젝트의 실패에 대해 라즐로를 탓하며 라즐로가 오드리를 유혹하려 했다고 주장하며 자신의 집에서 내쫓는다. 3년 후, 헤로인 중독 상태인 라즐로는 미국 도착 직후 배급 대기 줄에서 만난 아프리카계 미국인 환부인 고든과 함께 노숙자 보호소에서 살며 석탄을 운반하는 노동자로 일하고 있다. 라즐로를 찾아온 해리슨은 건축계에서 서재 리모델링에 찬사를 보내고 있으며, 과거를 조사해보니 라즐로가 유럽에서 뛰어난 건축가임을 알게되었다고 말한다.
해리슨으로부터 건축비를 지불받은 라즐로는 고든과 함께 헤로인에 지출하고 해리슨으로부터 파티에 초대받아 해리슨의 죽은 어머니를 기리기 위한 도서관, 극장, 체육관, 예배당을 포함하는 거대한 문화 센터 건설을 맡게된다. 건설 작업이시작되고 현장에 상주하게 된 라즐로는 고든을 고용한다. 해리슨은 라즐로와 그의 개인 변호사를 소개하고, 라즐로의 아내와 조카가 미국에 들어올 수 있도록 준비시킨다.

### 2부: 아름다움의 견고한 본질
1953년, 라즐로는 미국에 도착한 에르제벳과 조피아를 환영하고 전쟁 중에 겪은 고통 때문에 에르제벳은 기근으로 인한 골다공증으로 인해 휠체어에 앉아 생활하며 조피아는 말을 하지 않는 것을 알게 된다. 건설 작업 중, 라즐로는 해리슨이 고용한 계약자와 컨설턴트들과 충돌하고 해리가 라즐로에게 단순히 참고있다고 밝히며 조피아를 희롱한다. 라즐로는 조피아에게 해리를 피하도록 경고한다. 재료를 운반하는 열차가 탈선하고 그에 따른 법적 비용이 발생하자 분노한 해리슨은 프로젝트를 중단시키고 노동자들을 해고한다.
1958년 라즐로는 에르제벳과 함께 뉴욕으로 이주해 건축 회사에서 일하면서 건축가로 활동하고 있으며, 에르제벳은 기자로 활동하고 있다. 다시 말을 하기 시작한 조피아는 남편 베냐민과 함께 알리야를 해 예루살렘 이민갈 것임을 알린다. 해리슨은 프로젝트를 다시 시작하자 라즐로도 다시 건설을 맡게된다.
카라라 광산에서 대리암을 구입할 때 해리슨은 술에 취한 라즐로를 강간하고, 그를 사회적인 침수라고 부른다. 트라우마를 입은채 현장으로 돌아온 라즐로가 더 난폭해지고, 고든과 언쟁을 벌인 뒤 충동적으로 해고한다. 라즐로는 에르제벳에게 해리와 오드리의 이전 경멸을 언급하며 그들이 미국에서 환영받지 못한다는 것을 불만을 표한다. 라즐로한테 골다공증으로 인한 고통을 완화시키기 위해 헤로인을 주입받았다가 거의 죽을뻔한 에르제벳은 라즐로에게 조피아와 함께 예루살렘에 살 것을 제안하자 라즐로는 동의한다. 얼마 지나지 않아 에르제벳은 해리슨의 집에 방문하여 가족들과 동료들 앞에서 강간범이라고 부른다. 분노한 해리가 에르제벳을 밀어내자 여동생 매기가 에르제벳을 택시를 데려간다. 아버지가 사라지자 해리는 아버지를 찾기 위해 수색단을 조직해 문화센터로 향하지만 결국 해리슨이 어떻게 되었지는 영화에서 명확하게 나오지 않는다. 2막은 영화 초반의 자유의 여신상처럼 십자가의 그림자가 거꾸로 나오면서 끝난다.

### 에필로그: 건축 비엔날레
1980년 에르제벳은 사망했으며, 베네치아에서 라즐로의 전시회가 열린다. 전시에는 10년간 후에 마침내 완성된 문화센터가 포함되어 있다. 조피아와 노인 라즐로가 연설을 하고, 라즐로가 문화 센터를 설계한 방식이 트라우마를 처리하는 수단으로서 토스 가족이 같혔던 수용소와 비슷하게 설계했다고 밝힌다. 조피아는 라즐로를 인용하며 "중요한 것은 목적지지 과정이 아니다"라고 말하며 연설을 끝낸다.

## 출연진
- 에이드리언 브로디 - 라슬로 토스
- 펄리시티 존스 - 에르제벳 토스
- 가이 피어스 - 해리슨 리 밴뷰런
- 조 앨윈 - 해리 리 밴뷰런
- 래피 캐시디 - 조피아
  - 래피 캐시디 - 조피아의 딸
  - 아리안 라베드 - 성인 조피아
- 스테이시 마틴 - 매기 밴뷰런
- 알레산드로 니볼라 - 아틸라
- 에마 레어드 - 오드리
- 이자크 드 방콜레 - 고든
- 마이클 엡 - 짐 심슨
- 조너선 하이드 - 레슬리 우드로
- 피터 폴리카푸 - 마이클 호프먼
- 마리아 샌드 - 미셸 호프먼
- 살바토레 산소네 - 오라치오

## 제작

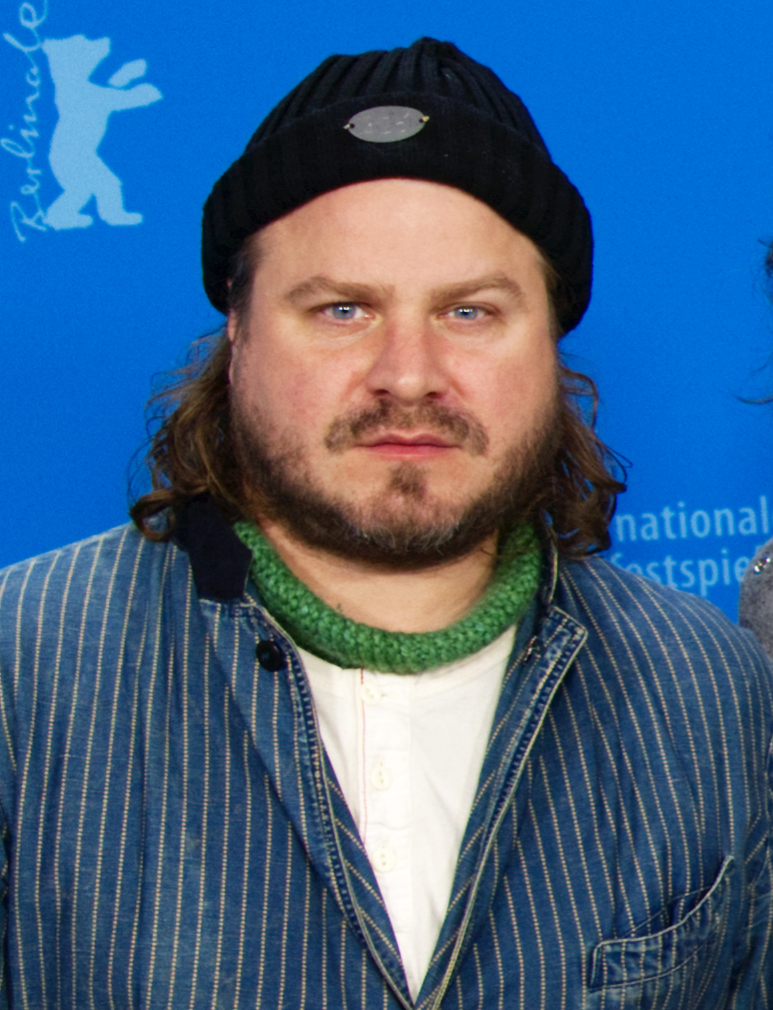
감독과 공동 각본을 맡은 브레이디 코베이

2018년 9월, 《데드라인 할리우드는》 브레이디 코베이 감독이 두 번째 장편 영화《복스 룩스》의 세계 초연에 이어 다음 프로젝트로 시대극 선택했다고 보도했다. 뉴욕에 본사를 둔 앤드류 로렌 프로덕션이 코베이와 함께 시나리오를 개발하고 영화에 자금을 지원했다. 코베이는 이전 2018년 영화 《복스 룩스》의 각본을 공동 집필한 배우자인 모나 파스트볼과 함께 각본을 공동 집필했으며.

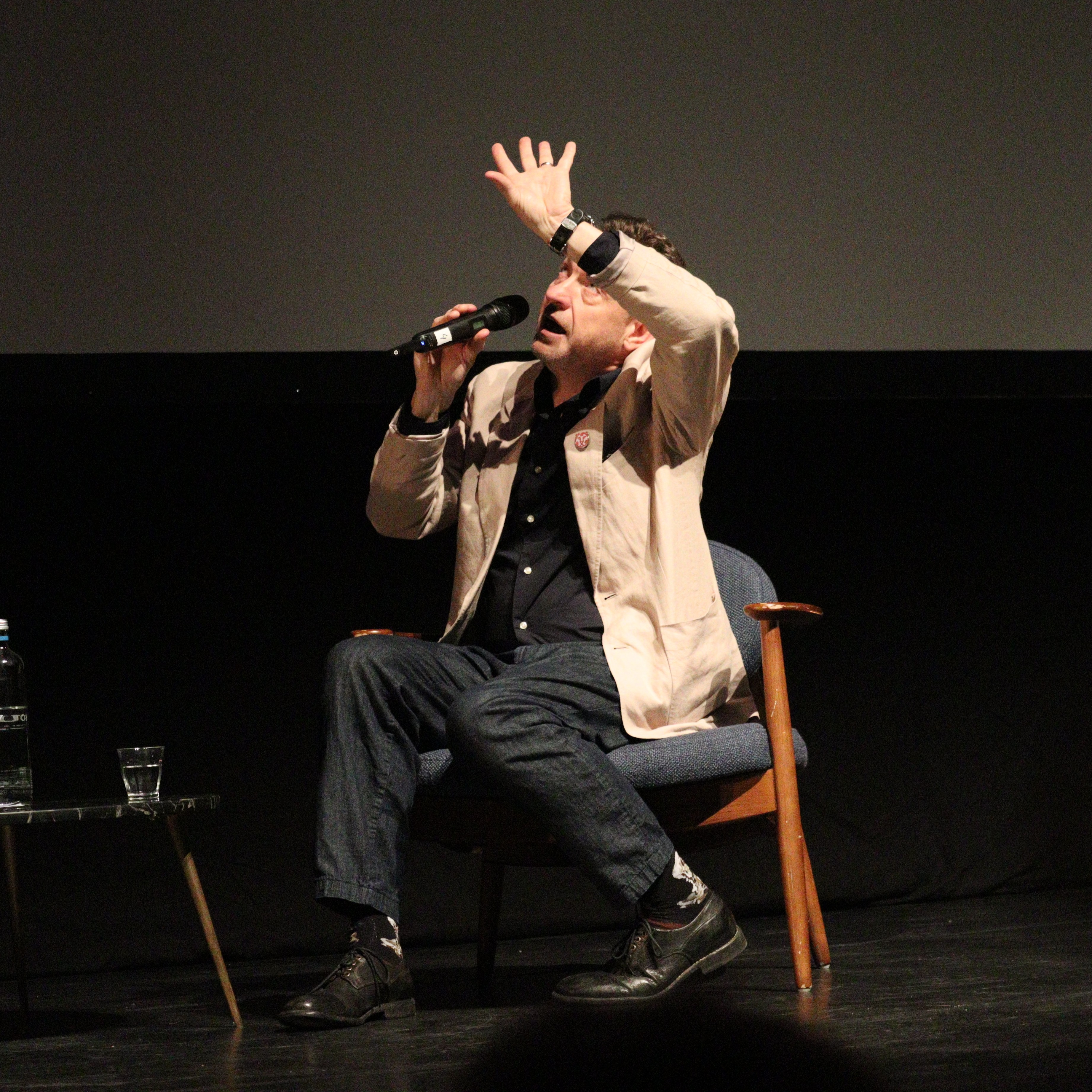
2025 로테르담 국제 영화제 에서 영화에 대해 이야기하는 롤 크로울리 촬영감독

2020년 9월 2일, 《데드라인》은 조엘 에저턴과 마리옹 코티야르가 각각 영화의 주연인 라즐로 토스와 에르제벳 토스 역으로 캐스팅되었으며 마크 라일런스가 라즐로의 고객 역으로 캐스팅되었다고 발표했다. 세바스티안 스탄, 버네사 커비, 이자크 드 방콜레, 알레산드로 니볼라, 래피 캐시디와 스테이시 마르탱도 알려지지 않은 역할로 출연한다고 보도되었다. 코베이는 영화를 "가장 대담하고 뛰어난 비전가, 즉 우리 조상들의 승리를 기념하는 영화"이자 지금까지 그의 마음과 가족 역사에 가장 가까운 프로젝트라고 설명했다. 촬영은 2021년 1월 폴란드에서 시작될 예정이었다. 프로타고니스트 픽쳐스가 2020 토론토 국제 영화제 에서 투자자들에게 프로젝트를 발표했다. 이 영화는 펜실베이니아에서 촬영되었으며 영어, 히브리어, 헝가리어, 이탈리아어로 촬영되었다. 라즐로 토스의 캐릭터성은 폴 루돌프, 루트비히 미스 판 데어 로에, 라슬로 모홀리나지, 마르셀 브로이어,, 골드핀게르 에르뇌 등 여러 실제 건축가 및 디자이너로부터 영감을 받았다.
2023년 3월 9일 촬영감독 롤 크로울리, 편집자 연초 다비드, 의상 디자이너 케이트 포브스가 제작진에 합류한다고 발표했다.2023년 4월 11일 주디 베커가 프로덕션 디자이너를 맡기로 발표되었다. 대니얼 블룸버그가 영화의 음악을 작곡했다.
2023년 4월 11일, 에이드리언 브로디, 펄리시티 존스, 가이 피어스, 조 앨윈, 조너선 하이드, 에마 레어드, 피터 폴리카포우가 영화에 출연하기로 결정되었으며 에저튼, 코티야르, 라이런스, 스탠, 커비는 더 이상 출연하지 않는다고 보도되었다. 또한 이 영화는 미국의 앤드류 로렌 프로덕션, 옐로 베어, 영국의 브룩스트리트, 인테이크 필름, 헝가리의 프로톤 시네마가 공동 제작하고 브룩스트리트 UK, 옐로 베어, 립싱크 프로덕션, 리치몬드 픽쳐스, 마요하스 스튜디오, 카르테 블랑세, 파라블 미디어 등이 자금을 지원한다고 발표되었다. CAA 미디어 파이낸스가 미국 판매를 담당하고 프로타고니스트 픽쳐스가 국제 판매를 담당했으며, 이후 포커스 피쳐스가 영화의 국제 배급권을 인수했다.

### 촬영
원래 촬영은 2020년에 시작될 예정이었으나 코로나19 범유행으로 인해 연기되어 2021년 1월에 시작할 예정이었으나 2021년 8월로 연기되었다가 다시 2022년 2분기로 연기되었다. 코벳은 영화 출연진과 제작진의 가족들에게 출산이나 사망 여러 차례 발생했으며 팬데믹으로 인해 촬영이 여러 차례 연기되었다고 말했다.
몇 차례의 지연 끝에 마침내 2023년 3월 16일 헝가리 부다페스트에서 촬영이 시작되었다. 이후 2023년 4월 29일 토스카나주 카라라에서 촬영이 이루어졌다. 2023년 5월 5일에 완료되었다.
영화는 비스타비전 공정과 35mm 필름에 수평으로 촬영한 다음 스캔한 카메라를 사용하여 촬영했으며, 70mm 필름 릴리스용 인화도 만들려고 했다. 70mm 필름 릴리스는 높이가 같고 필름을 투사할 때 비스타비전 프레임의 원래 크기를 보여주는 가장 실용적인 형식이었다. 코베이는 비스타비전을 선택한 것은 미학적인 이유 때문이라 밝히며 "그 시대(1950년대)에 접근하는 가장 좋은 방법은 그 시대 방식으로 촬영하는이라고 보았다."고 설명했다. 영화는 15분짜리 휴식 시간과 에필로그가 있는 2막으로 구성되어 있다.

### 음악
이전 코베이와 7년 동안 함께 작업했으며, 단편 영화 《지우토》(2019)에서도 함께 작업한 영국의 음악가 대니얼 블룸버그가 음악을 맡았으며, 음반은 2024년 12월 13일 밀라노 레코드를 통해 발매되었다. 블룸버그와 코베트는 영화의 첫 10분 동안 연속적인 음악을 원했고, 그 결과 브루탈리스트의 개막 장면이 ⁇ 리그래프로 촬영되고 블룸버그의 데모에 촬영되었다. 서곡은 피아니스트 존 틸버리, 소피 아넬, 사이먼 시거, 트럼펫 연주자 아셀 도르너, 색소폰 연주자 에반 파커 등이 연주했으며. 신스팝 음악가인 빈스 클라크가 "Epilogue (Venice)"에서 신시사이저를 연주한다.
실험 음악인 "Construction"은 블룸버그가 영화를 위해 첫 번째로 작곡한 곡이었다. 초기 데모는 런던에 위치한 카페 오토에서 피아노로 작곡되어 건설 소음과 유사한 사운드를 만들어냈다. 영화의 주제곡 중 하나인 "Erzsébet"은 코베이가 촬영하는 동안 배우들이 음악을 듣기를 원했기 때문에 블룸버그가 피아노로 라이브로 연주했으며, 장면의 기차 소리는 트랙의 최종 버전에 추가되었다.

### AI 논란
편집을 맡은 헝가리 편집자 연초 다비드는 레드샤크 뉴스와의 인터뷰에서 에이드리언 브로드와 펄리시티 존스의 헝가리어 발음의 정확성을 높이기 위해 우크라이나 소프트웨어 회사인 Respeecher 의 인공지능 (AI) 도구를 사용했다고 밝혔다. 두 배우 모두 발음 지도를 받았지만 영화 제작자들은 "현지인조차도 차이를 알아차리지 못할 정도로" 발음을 완벽하게 만들고 싶어했다. 더빙 작업이 성공적이지 않자 제작진은 브로디와 존스의 목소리를 Respeecher에 녹음했으며, 헝가리어가 모국어인 연초도 까다로운 방언을 다듬기 위해 그의 목소리를 입력했다고 밝혔다.
연초의 인터뷰가 소셜 미디어에서 반발을 불러일으킨 후, 코베이 감독은 《데드라인 할리우드》에 헝가리어 대화에서 특정 단어와 모음의 발음을 다듬는 데만 사용되었고 해명했다.
또한 생성형 인공지능이 영화의 마지막 장면에 나오는 여러 건축 설계와 건물들을 만들어내는 데 활용되었다는 주장이 나왔다. 2022년 《필름메이커》의 기사에서 영화의 프로덕션 디자이너 주디 베커는 영화의 건축 컨설턴트가 Midjourney를 사용하여 "아주 빠르게 세 개의 브루탈리즘 건물을 만들었다"고 밝혔으나 코베이는 이후 인터뷰에서 이를 부인하며 "제작팀은 AI를 사용하여 건물을 만들거나 렌더링하지 않았으며 모든 이미지는 아티스트가 손으로 그렸다. 명확히 하자면, 제작진은 배경에 등장하는 영상에서 의도적으로 1980년경의 형편없는 디지털 렌더링처럼 보이도록 디자인된 사진을 만들었다."고 밝혔다. 또한 "《브루탈리스트》는 인간의 복잡성에 대한 영화이며, 제작의 모든 측면은 인간의 노력, 창의성, 협업에 의해 이루어졌다. 우리는 우리 팀과, 여기서 이룬 성과에 대해 매우 자랑스럽게 생각한다."고 밝혔다.

## 개봉
2024년 9월 1일 제81회 베니스 국제 영화제에서 세계 최초로 공개되었으며, 황금사자상 후보작에 올랐으며, 코벳은 은사자상를 수상했다. 2024년 9월 6일 토론토 국제 영화제와 2024년 뉴욕 영화제, 제69회 바야돌리드 국제 영화제, 제31회 오스틴 영화제에서 상영작으로 선정되었다. 베니스에서 공개된 지 일주일 후, A24가 영화의 미국 배급권을 약 1,000만 달러에 구입했다. 2024년 12월 20일 미국에서 A24를 통해 개봉되었고, 2025년 1월 24일 유니버설 픽쳐스의 포커스 픽쳐스를 통해 영국에서 개봉되었다. 캐나다에서는 엘레베이션 픽쳐스가 배급했다.
뉴욕과 로스앤젤레스에서 제한 상영되기 2일 전에 IMAX 극장에서 상영된 후, 1월 동안 미국 전역 IMAX 극장에서 상영되었다.
2025년 2월에 상영될 제54회 로테르담 국제 영화제의 라임라이트 섹션에 소개되었다.

## 반응

### 박스오피스
개봉 첫 주에 미국 4개 극장에서 266,791달러의 수익을 올렸고, 두 번째 주에는 211,164달러, 세 번째 주에는 244,341달러의 수익을 올렸다. 넷째 주에 개봉하는 극장이 68개로 늘어났으며 138만 달러의 수익을 올렸다. 이 수치는 같은 기간 동안 1,291개 극장에서 110만 달러의 수익을 올린 Better Man 보다 더 좋은 성과를 낸 것으로 나타났다. 다음 주말에는 338개 극장에서 200만 달러의 수익을 올렸고(휴일 4일간 총 수익은 240만 달러였다). 10개의 오스카상 후보에 오른 후, 이 영화는 1,118개의 극장으로 확장되었고 주말 동안 290만 달러의 수익을 올렸다.

### 비평가 반응
리뷰 집계 사이트 로튼 토마토에서는 284명의 평론가들의 리뷰 중 93%가 긍정적으로 평했으며 평균 점수는 8.7/10점를 기록했다. 웹사이트의 총평은 "구조적으로 아름다운 아드리언 브로디의 영혼적인 연기에 가득한 작가와 감독 브래이디 코베이가 설계한 '브루탈리스트'는 이민자들의 경험에 대한 높은 경의를 표한다"이다. 메타크리틱은 57개의 평을 가중평균해 영화에 100점 만점에 90점을 부여했다.
《가디언》의 피터 브래드쇼는 별 다섯개를 주며 "놀랍고 몰입도 높은 서사시"라고 평하며 브루탈리스트는 미국 이민자의 모험과 성공에 대한 약속을 묘사하는 데 있어 분명히 아인 랜드와 버나드 맬러머드, 솔 벨로를 차용했지만 코벳과 패스트볼드는 현기증 날 정도로 관능적이고 성적인지 더욱 빠르고 정확하게 묘사했다"라며 "이것은 전율적인 작품으로, 촬영 감독 롤 크롤리가 훌륭하게 촬영했고 주디 베커가 훌륭하게 디자인했다. 나는 이 영화를 보고 머리가 아프고 행복해졌으며, 그 엄청난 광대함에 눈이 휘둥그래졌다."고 평했다 《보그》에 실린 리뷰에서 촬영, 음악, 의상, 제작 디자인을 "호화롭고", "인상적으로 세련되고", "놀라운 야망"을 가지고 있다고 평했다. 하지만 더 링거의 아담 네이먼와 《더 뉴요커》의 리처드 브로디는 영화를 비판했으며, 특히 브로디는 "브레이디 코베이의 서사시는 중요한 주제를 다루지만 캐릭터에 삶의 요소를 주입하는 데 실패했다"고 썼다.
NPR은 영화를 2024년 최고의 영화 및 TV 프로그램 목록에 포함시켰고, 비평가 밥 모렐로는 영화 "화려하고, 개념적으로 놀랍고, 아메리칸 드림의 기초에 생긴 균열에 대한 잔혹함이 현기증을 불러일으킨다"고 썼다. RogerEbert.com의 비평가들은 《브루탈리스트》를 2024년 최고의 영화 10편 중 1위에 올렸다. 올리버 스톤, 팀 펠바움, 드루 고더드, 카린 쿠사마, 데이비드 라워리, 폴 슈레이더, 셀린 송 감독은 이 영화를 2024년 가장 좋아하는 영화 중 하나로 꼽았다.

### 수상
제 81회 베니스 국제 영화제에서 공개된 《브루탈리스트》는 은사자상을 포함한 5개 상을 수상했다. 이후 제30회 크리틱스 초이스 어워드에서 9개 상, 제97회 아카데미 시상식에서 최우수 작품상을 포함한 10개 상 , 제82회 골든 글로브 시상식에서 7개 상 후보에 올라 드라마 부문 작품상, 감독상, 영화 부문 최우수 작품상 등 3개 상을 수상했다. 또한 미국 영화 연구소는 《브루탈리스트》를 2024년 최고의 영화 10편 중 하나로 선정했다.